# Ziemia kiniecka

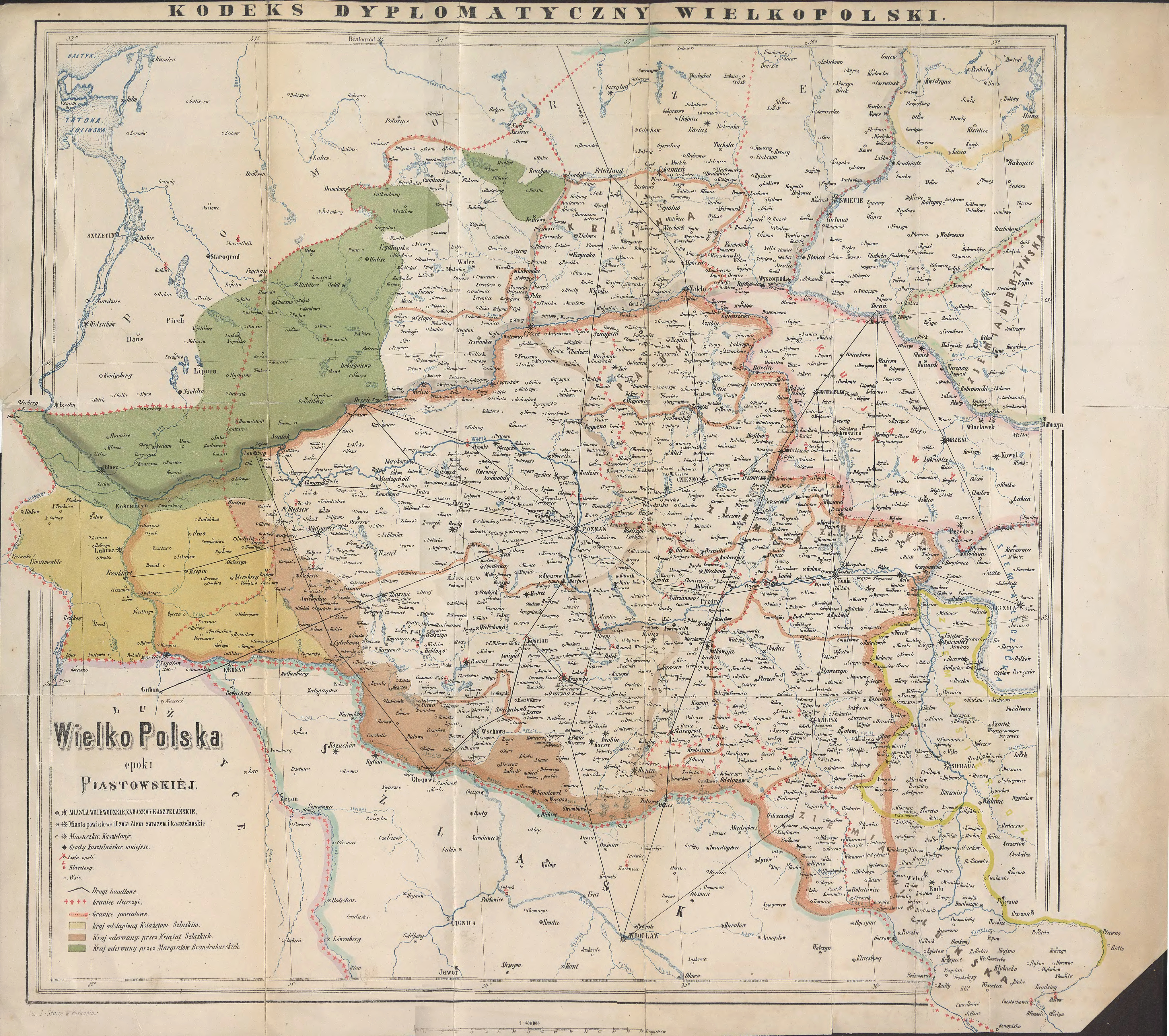
Gród Chinez na historycznej mapie z okresu średniowiecza sporządzonej w 1888 roku według danych zaczerpniętych z Kodeksu dyplomatycznego.

Ziemia kiniecka – terytorium historyczne określane w średniowieczu mianem terra Chinz. 
Lokalizacja ziemi kinieckiej, a zwłaszcza jej ośrodka terytorialnego, jest sporna. Przeważa pogląd, że obejmowała obszar po obu stronach Odry pomiędzy Pomorzem Zachodnim na północy (przy czym nie sposób dokładnie dociec granic północnych i zachodnich) a ziemią lubuską i ziemią kostrzyńską na południu, zaś ośrodkiem był dzisiejszy Kienitz (Kiniec).
Bardziej szczegółowe próby lokalizacji podają obszar od ujścia rzeki Myśli do Odry, w sąsiedztwie grodu Kienitz, następnie w kierunku wschodnim po rzekę Kosę.
Inna teza utożsamia Chyniec–Kinic z grodem Neutrebbin, położonym na wschodnim brzegu Odrzycy (Starej Odry). Ziemia kiniecka miałaby obejmować południową część łęgu odrzańskiego, w obrębie ramion Odry i Odrzycy oraz teren przylegający od północy do rzeki Myśli wokół Mieszkowic.
Identyfikacja Chinz z Chojną czy Cedynią jest obecnie negowana; w źródłach jednoznacznie wyróżnia się równoczesne istnienie odrębnych jednostek terytorialnych cedyńskiej i kinieckiej, przy czym Chojna leżała właśnie w krainie cedyńskiej. Ziemia chojeńska w sensie społeczno-gospodarczym i administracyjno-politycznym ukształtowała się ostatecznie w 1 poł. XV w. w okresie rządów krzyżackich.
Wiadomości źródłowe o ziemi kinieckiej są bardzo skąpe. Z 1234 r. pochodzi dokument nadania chwarszczańskim templariuszom wsi Dargomyśl wraz z 200 łanami ziemi nad Myślą w ziemi kinieckiej (in terra Chinz) przez Henryka Brodatego, ale dokument fundacyjny wystawił książę pomorski Barnim I, podkreślając w ten sposób swoje uprawnienia do tego obszaru. Układ o dziesięciny biskupa lubuskiego z templariuszami z 1235 r. wspomina, że owe 200 łanów było położonych in territorio castri de Kinch. Kolejna wzmianka pochodzi z 1246 r. i dotyczy decyzji legata papieskiego w sporze o granicę diecezjalną, który przyznał krainę kiniecką (terra Chintz) biskupom kamieńskim, do których należała najprawdopodobniej aż do czasów reformacji. Dokument sprzedaży części ziemi lubuskiej z 20 kwietnia 1249 przez Bolesława Rogatkę arcybiskupowi magdeburskiemu zalicza do odstąpionych obszarów również ziemię kostrzyńską oraz ziemię kiniecką z nazwą ośrodka Chynez (Preterea attinet Lubus ista loca castrorum sita infra terminos prenotatis: Chynez et terra que attinet, Kosterin {Kostrzyn nad Odrą} cum tota terra attinente), co mogło stać się podstawą dla margrabiów, wkrótce władców ziemi lubuskiej, do wypierania z ziemi kinieckiej księcia pomorskiego. Z pewnością już w 1250 r. margrabiowie brandenburscy przeniknęli do ziemi kinieckiej, zajmując następnie kolejne (cedyńska 1252, myśliborska ok. 1253, golenicka 1276, pełczycka 1280, lipiańska 1276/7, choszczeńska po 1269, drawska koniec XIII w., świdwińska 1283) i tworząc tzw. Nową Marchię. Po wygaśnięciu dynastii askańskiej, w latach 1320-1323 wraz z całą Nową Marchią w faktycznym władaniu książąt pomorskich, następnie dynastii Wittelsbachów.